# Roniel Iglesias
Roniel Iglesias Sotolongo (Pinar del Río, 14 de agosto de 1988) é um boxista cubano que representou seu país em duas edições de Jogos Olímpicos.
Nos Jogos Olímpicos de Verão de 2008, realizados em Pequim, na República Popular da China, competiu na categoria meio-médio-ligeiro onde conseguiu a medalha de bronze após perder nas semifinais para o tailandês Manus Boonjumnong. Em Londres 2012 obteve o ouro a vencer o ucraniano Denys Berinchyk na final.
Conquistou novamente o título olímpico em Tóquio 2020, dessa vez na categoria meio-médio, a derrotar o Pat McCormack na última luta.